# Миноносец №128
№ 128 — один из 25 миноносцев типа «Пернов», построенных для Российского Императорского флота.

## История корабля
20 апреля 1895 года зачислен в списки судов Балтийского флота, в январе 1895 года заложен на судоверфи Ижорского Адмиралтейства в Колпино, спущен на воду 20 июня 1896 года, вступил в строй в 1898 году.
Прошел капитальный ремонт корпуса и механизмов в 1909—1910 годах. 2 марта 1916 года был переклассифицирован в посыльное судно. В период Первой мировой войны использовался для посыльной службы при отряде Або-Аландской шхерной позиции. 7 ноября 1917 года вошёл в состав Красного Балтийского флота. 9 апреля 1918 года был захвачен в Або германскими войсками и передан вооруженным формированиям Финляндии. В 1922 году, по Юрьевскому мирному договору, подлежал возврату РСФСР, но как окончательно устаревший был продан Финляндии на металлолом.